# Esteban Granero
Esteban Granero Molina (Pozuelo de Alarcón, Madrid, 2 de julio de 1987) es un exfutbolista español que jugaba como centrocampista. Se retiró en el Marbella Fútbol Club de la Segunda División B de España. Actualmente es fundador y CEO de Olocip, empresa de inteligencia artificial especializada en el deporte.
Se retiró del fútbol profesional el 5 de julio del 2021.

## Trayectoria

### Inicios
Esteban Granero, nacido en Pozuelo de Alarcón (Madrid), aunque de raíces granadinas y almerienses —sus padres son de Baza, en el norte de la provincia de Granada, y su abuelo paterno, del que toma el apellido Granero, era de Albox (Almería)—, Ha pasado por todas las categorías del club Real Madrid . Puede jugar de mediocentro creativo, detrás de los delanteros o por la banda.
Tras el Mundial Sub-20 de 2007, en el que jugó con España , el Real Madrid decidió firmar una ampliación de su contrato, incluyéndolo en la plantilla del primer equipo para la temporada, pero considerando que iba a contar con pocos minutos en el club, es cedido con opción de compra durante la temporada 2007-08 al Getafe CF. 

### Explosión y carrera en Madrid
El 10 de abril de 2008, el Getafe se jugaba estar en las semifinales de la Copa de la UEFA, era el partido de vuelta (ida: 1-1) contra el Bayern de Múnich en el Coliseum de Getafe, y Granero no pudo disputar el partido, en el que los azulones llegaron con 1-1 a la prórroga, y en la misma se adelantaron hasta 3-1 al Bayern, pero en los 5 últimos minutos perdieron la plaza en semifinales, ya que el Bayern logró dos tantos por medio de Luca Toni, dejando el partido de vuelta con 3-3, y, dado el doble valor de los goles fuera de casa, el Bayern pasó a las semifinales.
La semana siguiente, el 17 de abril, acontecería otro partido trascendental para el Getafe CF, donde esta vez Granero sí estaría, la final de la Copa de S.M. el Rey. El Getafe se enfrentaba al Valencia CF en esta final, en la que los azulones terminaron cayendo por 3 goles a 1. El gol del Getafe lo marcó Granero en la última jugada del primer tiempo, en la que Cosmin Contra entró en el área y Moretti cometió penalti. Granero lanzó la pena máxima convirtiéndola en gol por el lado derecho del portero, el cual, engañado se tiró a la izquierda. Los goles del Valencia los marcaron Mata de gran remate con la cabeza, Alexis de gran remate de cabeza a un saque de esquina y cerró el marcador Morientes tras una falta lanzada magistralmente por Baraja que rechazó el portero y Morientes cazó subiendo el 3-1 en el marcador.

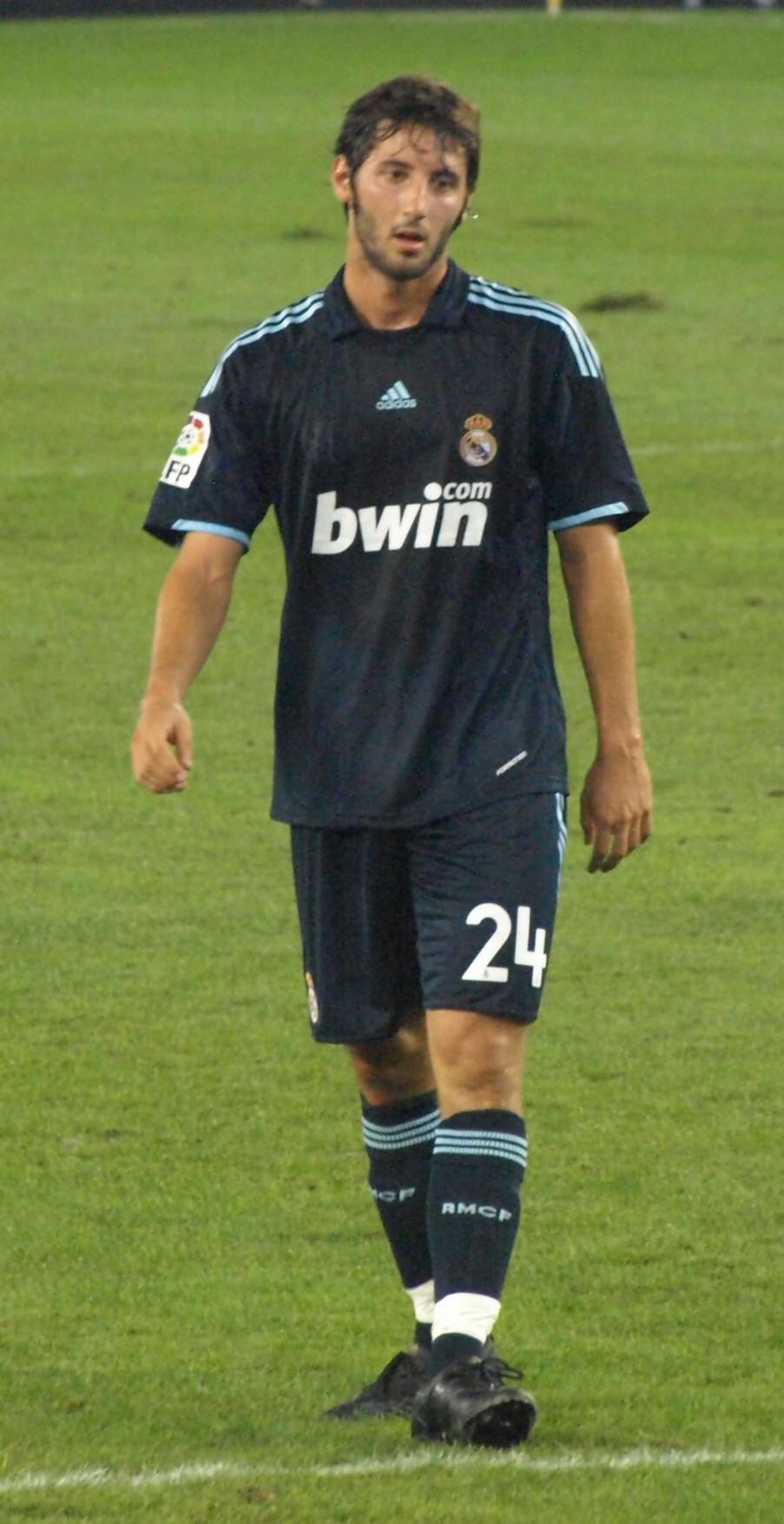
Granero en un partido frente al Espanyol en 2009

A finales de julio de 2009 el Real Madrid ejerció la opción de recompra al Getafe por 4 millones de euros y recuperó a Granero, por petición del entrenador Manuel Pellegrini. 
El 28 de julio de 2009, Granero, consiguió marcar su primer gol en su segunda etapa como jugador madridista en un partido de pretemporada en la Peace Cup en el Santiago Bernabéu contra el Liga de Quito tras rematar un rechace a un disparo de Cristiano Ronaldo que paró el guardameta del Liga de Quito. Su segundo tanto como madridista se produjo en el partido del centenario del Borussia Dortmund tras un magistral pase de tacón de Kaká. Granero se ganó la confianza de su técnico, Manuel Pellegrini, realizando una buena temporada.
El sábado 12 de septiembre anotó su primer gol como jugador del Real Madrid en competición oficial, en la segunda jornada de liga frente al RCD Espanyol en el Estadio Cornellá-El Prat, que, curiosamente, fue también el primer gol en competición oficial que se anotaba en el nuevo estadio periquito. En la jugada intervinieron Guti, Xabi Alonso y Kaká. En su primera temporada, en el que el conjunto blanco finalmente salió sin ningún título, alternó la suplencia con la titularidad, con actuaciones irregulares.
En la temporada 2010-11, después de que el Real Madrid comprara dos jugadores en posiciones similares, como Sami Khedira y Mesut Özil, Granero se limitó principalmente a sustituir a estos. El 16 de enero de 2011 anotó su único gol de la campaña ante la UD Almería, en un 1-1 lejos de casa ante el equipo colista.
La situación de Granero empeoró en la temporada 2011-12, con incluso Fábio Coentrão - otro compatriota de José Mourinho, originalmente jugador de lateral izquierdo - jugando como mediocampista central por delante del Pirata.

### Queens Park Rangers
El 29 de agosto de 2012 fichó por el Queens Park Rangers de la Premier League inglesa a cambio de 8 000 000 €.
Tras una temporada en Inglaterra, Granero jugó 27 partidos y convirtió un solo gol, al final de temporada su equipo descendió.

### Real Sociedad
El 15 de agosto de 2013 se fue cedido a la Real Sociedad. El 17 de septiembre, al poco de transcurrir un mes desde su fichaje, durante la disputa del primer partido de la liguilla de la Liga de Campeones de la UEFA, sufrió una grave lesión. Granero se rompió el ligamento cruzado anterior de la rodilla derecha, una lesión que le obligó a pasar por el quirófano y cuyo tiempo de recuperación se estimó en medio año. Granero reapareció en el último partido de la Liga, disputado en Anoeta ante el Villarreal CF (1:2) sustituyendo en el segundo tiempo a Imanol Agirretxe. 
Al término del préstamo, Granero volvió a Inglaterra. Se reicorporó a los entrenamiento con el Queens Park Rangers, pero el 9 de julio fichó de nuevo por la Real Sociedad para cuatro temporadas. En esta temporada fue titular en el mediocampo junto a Markel Bergara.
En la temporada 2015-16  Granero volvió a sufrir numerosas lesiones y disputó 15 partidos.
En la temporada 2016-17, la Real se clasificó para la UEFA Europa League como sexta clasificada. En esta temporada Granero jugó más de 20 partidos. En sus cuatro temporadas en la Real Sociedad Granero dio 4 asistencias de gol y marcó un total de 0 goles

### RCD Espanyol
En 2017 Granero fichó por el Espanyol.

### Marbella FC
El 30 de enero de 2020 fichó por el Marbella Fútbol Club de la Segunda División B de España para lo que restaba de temporada y otra más.

### Retirada
Anunció su retirada del fútbol profesional el día 5 de julio de 2021 a través de un comunicado en sus redes sociales.

## Selección nacional
Debutó en 2007 con la selección sub-21 en el partido Inglaterra - España, que acabó con empate 2-2.

## Estadísticas

### Clubes
Actualizado al último partido jugado el 15 de septiembre de 2019.
| Club | Div           | Temporada     | Liga  | Liga  | Liga  | Copas nacionales(1) | Copas nacionales(1) | Copas nacionales(1) | Torneos internacionales(2) | Torneos internacionales(2) | Torneos internacionales(2) | Total | Total | Total | Media goleadora(3) |
| Club | Div           | Temporada     | Part. | Goles | Asis. | Part.               | Goles               | Asis.               | Part.                      | Goles                      | Asis.                      | Part. | Goles | Asis. | Media goleadora(3) |
| --- | ------------- | ------------- | ----- | ----- | ----- | ------------------- | ------------------- | ------------------- | -------------------------- | -------------------------- | -------------------------- | ----- | ----- | ----- | ------------------ |
| Real Madrid C. F. "C" · España | 2.ª B         | 2004-05       | ?     | ?     | ?     | -                   | -                   | -                   | -                          | -                          | -                          | ?     | ?     | ?     | ?                  |
| Real Madrid C. F. "C" · España | 2.ª B         | 2005-06       | ?     | ?     | ?     | -                   | -                   | -                   | -                          | -                          | -                          | ?     | ?     | ?     | ?                  |
| Real Madrid C. F. "C" · España | Total club    | Total club    | 48    | 9     | ?     | 0                   | 0                   | 0                   | 0                          | 0                          | 0                          | 48    | 9     | ?     | 0.19               |
| Castilla C. F. · España | 2.ª           | 2005-06       | 1     | -     | -     | -                   | -                   | -                   | -                          | -                          | -                          | 1     | 0     | 0     | 0                  |
| Castilla C. F. · España | 2.ª           | 2006-07       | 36    | 4     | ?     | -                   | -                   | -                   | -                          | -                          | -                          | 36    | 4     | ?     | 0.11               |
| Castilla C. F. · España | Total club    | Total club    | 37    | 4     | ?     | 0                   | 0                   | 0                   | 0                          | 0                          | 0                          | 37    | 4     | ?     | 0.11               |
| Getafe C. F. · España | 1.ª           | 2007-08       | 27    | 3     | 2     | 6                   | 2                   | 1                   | 9                          | 3                          | 1                          | 42    | 8     | 4     | 0.19               |
| Getafe C. F. · España | 1.ª           | 2008-09       | 35    | 5     | 4     | 2                   | -                   | -                   | -                          | -                          |                            | 37    | 5     | 4     | 0.14               |
| Getafe C. F. · España | Total club    | Total club    | 62    | 8     | 6     | 8                   | 2                   | 1                   | 9                          | 4                          | 1                          | 79    | 14    | 8     | 0.17               |
| Real Madrid C. F. · España | 1.ª           | 2009-10       | 32    | 3     | 4     | 1                   | -                   | -                   | 4                          | -                          | -                          | 37    | 3     | 4     | 0.08               |
| Real Madrid C. F. · España | 1.ª           | 2010-11       | 18    | 1     | 4     | 9                   | 1                   | -                   | 4                          | -                          | -                          | 31    | 2     | 4     | 0.06               |
| Real Madrid C. F. · España | 1.ª           | 2011-12       | 17    | -     | 1     | 4                   | -                   | 1                   | 7                          | -                          | 2                          | 28    | 0     | 2     | 0                  |
| Real Madrid C. F. · España | Total club    | Total club    | 67    | 4     | 9     | 14                  | 1                   | 1                   | 15                         | 0                          | 2                          | 96    | 5     | 10    | 0.05               |
| Queens Park Rangers F. C. Inglaterra | 1.ª           | 2012-13       | 24    | 1     | 1     | 3                   | -                   | -                   | -                          | -                          | -                          | 27    | 1     | 1     | 0.04               |
| Queens Park Rangers F. C. Inglaterra | 2.ª           | 2013-14       | 1     | -     | -     | -                   | -                   | -                   | -                          | -                          | -                          | 1     | 0     | 0     | 0                  |
| Queens Park Rangers F. C. Inglaterra | Total club    | Total club    | 25    | 1     | 1     | 3                   | 0                   | 0                   | 0                          | 0                          | 0                          | 28    | 1     | 1     | 0.04               |
| Real Sociedad · España | 1.ª           | 2013-14       | 4     | -     | 1     | -                   | -                   | -                   | 3                          | -                          | -                          | 7     | 0     | 1     | 0                  |
| Real Sociedad · España | 1.ª           | 2014-15       | 33    | -     | 2     | 2                   | 1                   | -                   | 3                          | -                          | -                          | 38    | 1     | 2     | 0.02               |
| Real Sociedad · España | 1.ª           | 2015-16       | 15    | -     | -     | -                   | -                   | -                   | -                          | -                          | -                          | 15    | 0     | 0     | 0                  |
| Real Sociedad · España | 1.ª           | 2016-17       | 19    | -     | 1     | 3                   | -                   | -                   | -                          | -                          | -                          | 22    | 0     | 1     | 0                  |
| Real Sociedad · España | Total club    | Total club    | 71    | 0     | 4     | 5                   | 1                   | 0                   | 7                          | 0                          | 0                          | 83    | 1     | 4     | 0.01               |
| R. C. D. Espanyol · España | 1.ª           | 2017-18       | 25    | 1     | 3     | 6                   | 1                   | -                   | -                          | -                          | -                          | 31    | 2     | 3     | 0.06               |
| R. C. D. Espanyol · España | 1.ª           | 2018-19       | 28    | 3     | 1     | 2                   | -                   | -                   | -                          | -                          | -                          | 30    | 3     | 1     | 0.10               |
| R. C. D. Espanyol · España | 1.ª           | 2019-20       | 4     | -     | 1     | -                   | -                   | -                   | -                          | -                          | -                          | 4     | 0     | 1     | 0                  |
| R. C. D. Espanyol · España | Total club    | Total club    | 57    | 4     | 5     | 8                   | 1                   | 0                   | 0                          | 0                          | 0                          | 65    | 5     | 5     | 0.08               |
| Total carrera | Total carrera | Total carrera | 347   | 30    | 25    | 38                  | 5                   | 2                   | 31                         | 4                          | 3                          | 436   | 39    | 30    | 0.09               |
| (1) Incluye datos de la Copa del Rey, Supercopa de España (2010-Act.) / F. A. Cup, League Cup (2012-13). (2) Incluye datos de la UEFA Champions League (2009-14), UEFA Europa League (2007-15). (3) No incluye goles en partidos amistosos. Datos de asistencias incompletos. |               |               |       |       |       |                     |                     |                     |                            |                            |                            |       |       |       |                    |

## Palmarés

### Copas internacionales
| Título         | Equipo (*) | País    | Año  |
| -------------- | ---------- | ------- | ---- |
| Europeo Sub-19 | España     | Polonia | 2006 |

### Copas nacionales
| Título              | Club        | País   | Año  |
| ------------------- | ----------- | ------ | ---- |
| Copa del Rey        | Real Madrid | España | 2011 |
| Liga Española       | Real Madrid | España | 2012 |
| Supercopa de España | Real Madrid | España | 2012 |

## Otras actividades
Es aficionado al ajedrez. Mantuvo una columna semanal en Newtral sobre literatura donde intercambiaba recomendaciones con sus seguidores.
Granero inició la carrera de Psicología pero nunca llegó a licenciarse.
Granero fundó la empresa Olocip en 2015.Granero creó algoritmos de IA capaces de predecir el rendimiento deportivo en el fútbol. Olocip se especializó en la venta de estos servicios a clubes de fútbol. Durante la Pandemia de enfermedad por coronavirus de 2019-2020 Granero se dio cuenta de que los mismos algoritmos que servían para predecir chuts o paradas eran también válidos para predecir el avance del virus. Granero ofreció gratuitamente estos datos predictivos a los poderes públicos.
Esteban Granero es también CSO de la empresa de representación Best Of You 